# Americovibone lanfrancoae
Espèce
Americovibone lanfrancoae est une espèce d'opilions eupnois de la famille des Neopilionidae.

## Distribution
Cette espèce est endémique de la région de Magallanes au Chili. Elle se rencontre dans la péninsule de Brunswick.

## Description
Le mâle holotype mesure 0,86 mm.

## Systématique et taxinomie
Cette espèce a été décrite par Hunt et Cokendolpher en 1991.

## Étymologie
Cette espèce est nommée en l'honneur de Dolly Myriam Lanfranco Leverton.

## Publication originale
- Hunt & Cokendolpher, 1991 : « Ballarrinae, a new subfamily of harvestmen from the Southern Hemisphere (Arachnida, Opiliones, Neopilionidae). » Records of the Australian Museum, vol. 43, no 2, p. 131–169 (texte intégral).